# Christ the King (Świebodzin)

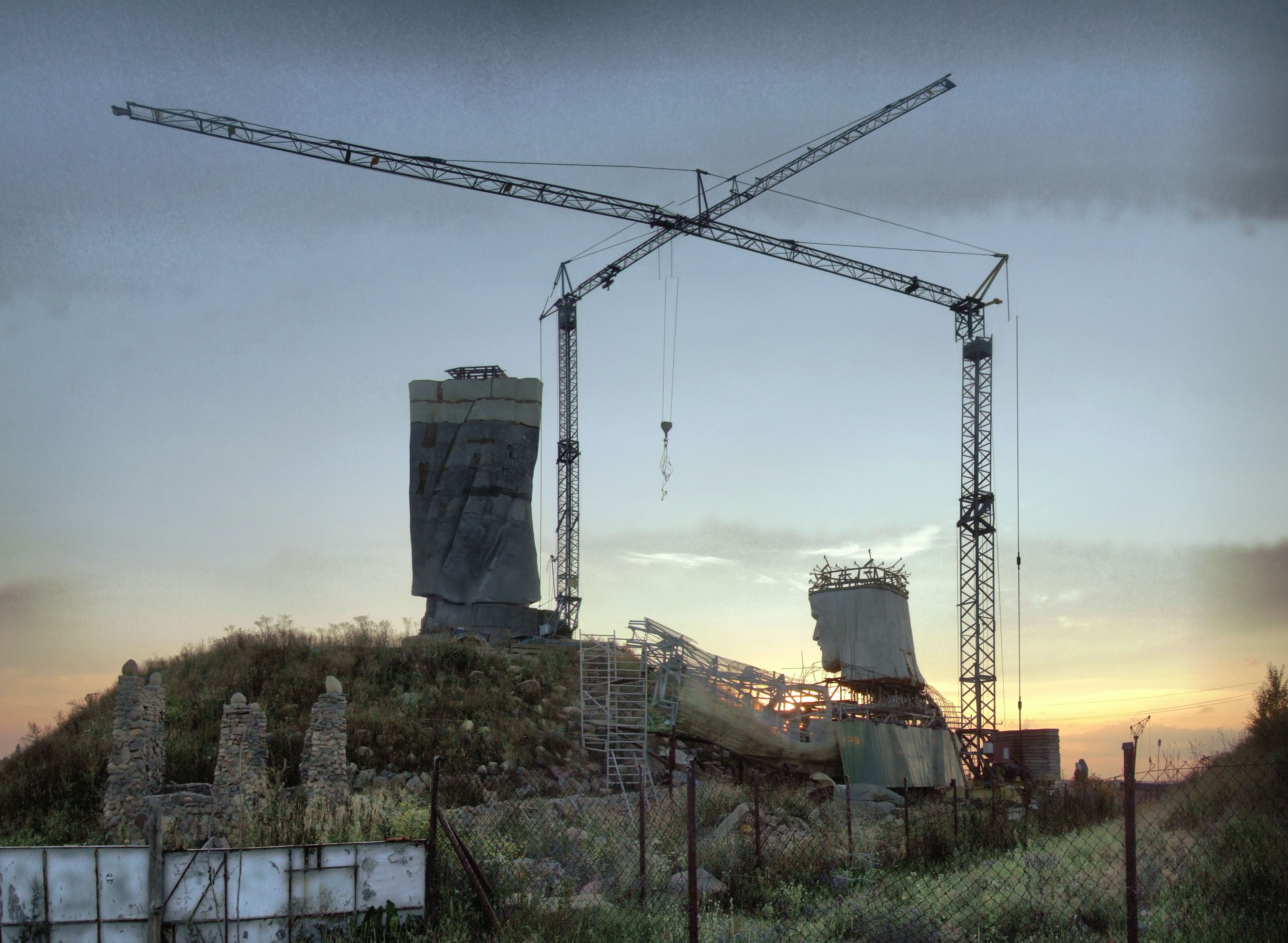
Bức tượng đang được xây dựng vào tháng 8 năm 2010

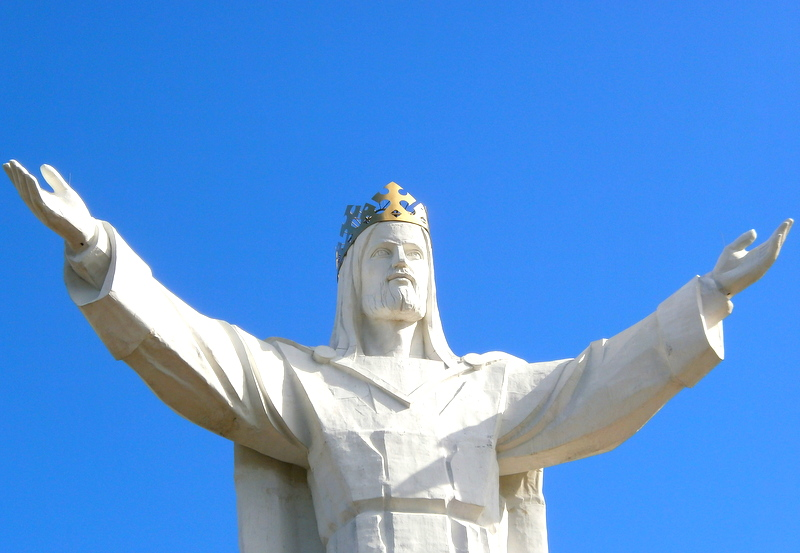
Bức tượng vào tháng 9 năm 2012

Christ the King (tiếng Ba Lan: Pomnik Chrystusa Króla, ' Tượng đài Chúa Kitô Vua ') là một bức tượng của Chúa Giêsu Kitô ở Świebodzin, miền tây Ba Lan, được hoàn thành vào ngày 6 tháng 11 năm 2010. Tượng có chiều cao là 33 mét (108 ft), đỉnh cao 3 mét (9,8 ft), và cùng với gò đất bên dưới đã giúp Tượng đạt tới chiều cao 52,5 mét (172 ft)  . Tổng cộng mất 5 năm để xây dựng và chi phí khoảng 1,5 triệu đô la để xây dựng, được thu thập từ sự đóng góp của 21.000 cư dân của thị trấn. Dự án được hình thành và lãnh đạo bởi Sylwester Zawadzki, một linh mục người Ba Lan đã nghỉ hưu. Đó là bức tượng Chúa Giêsu cao nhất thế giới.

## Đặc điểm
Bức tượng được xây dựng trên 16,5 mét (54 ft) bờ kè đá và đá vụn. Chúa Kitô Vua có chiều cao 33 mét (108 ft), tượng trưng cho một niềm tin truyền thống rằng tuổi của Chúa Jesus khi Ngài qua đời ở tuổi 33. Đỉnh của bức tượng có 3,5 mét (11 ft) đường kính và 2 mét (6,6 ft) chiều cao, và toàn bộ được mạ vàng. Tượng nặng 440 tấn. Chỉ riêng phần đầu cao 4,5 mét (15 ft) và nặng 15 tấn. Mỗi tay là 6 mét (20 ft) chiều dài và khoảng cách giữa hai đầu ngón tay là 24 mét (79 ft). Tượng Chúa bao gồm bê tông và sợi thủy tinh. Tương cao hơn bức tượng Chúa Cứu thế nổi tiếng ở Rio de Janeiro 3 mét (9,8 ft), bức tượng ở Rio cao 30,1 mét (99 ft) mà không có bệ.

## Thiết kế
Các thiết kế cho các yếu tố khác nhau của bức tượng được sản xuất bởi một số cá nhân; thiết kế điêu khắc chủ yếu được sản xuất bởi Mirosław Kazimierz Patecki với khía cạnh thiết kế kỹ thuật được thực hiện bởi PGS. Jakub Marcinowski và PGS. Mikołaj Kłapeć, cả hai đều là nhân viên của Đại học Zielona Gora. Trong khi đó, các yếu tố của quần áo và cánh tay của bức tượng được thiết kế bởi Tomasz Stafiniak và Krzysztof Nawojski (sau này là thị trấn Świebodzin). Một cư dân khác của Świebodzin, Marian Wybraniec, chịu trách nhiệm thiết kế nền móng mà bức tượng được xây dựng.
Công việc xây dựng được thực hiện bởi các nhân viên của Thánh địa Divine Mercy tại Świebodzin và bao gồm thợ hàn, thợ khóa và thợ cơ khí.

## Xây dựng
Vào ngày 29 tháng 9 năm 2006, hội đồng thành phố Świebodzin đã thông qua một nghị quyết về việc thành lập Christ the King. Chủ tịch (thuộc thẩm quyền của hội đồng quản trị) cùng với thị trưởng đã nói chuyện với Giám mục Giáo phận Zielona Góra-Gorzów. Các quan chức nhà nước cũng tạm thời dừng dự án do lo ngại về độ an toàn. Với sự tài trợ của người dân địa phương và ở tận Canada, bức tượng đã được hoàn thành vào ngày 6 tháng 11 năm 2010 và hiện đang trở thành Tượng Giêsu lớn nhất theo Sách Kỷ lục Guinness thế giới.